# Raúl González
Raúl Gonzáles Blanco (* 27. června 1977 Madrid) je bývalý španělský fotbalový útočník, který zakončil aktivní kariéru v americkém klubu New York Cosmos v North American Soccer League (kanadsko-americká druhá fotbalová liga). Jinak velkou část kariéry strávil v Realu Madrid, poté hrál ještě dvě sezony v Německu za FC Schalke 04. Jako mladý hrál za Atlético Madrid, ale poté, co se prezident Atletica Jesús Gil rozhodl zrušit juniorské týmy, přešel do Realu Madrid. Postupem času získal zkušenosti a stal se tak jedním z nejznámějších a nejlepších hráčů. Od roku 1996 do roku 2006 hrál také ve španělském reprezentačním týmu. Pelé ho roku 2004 zařadil mezi 125 nejlepších žijících fotbalistů.

## Kariéra
Svoji kariéru zahájil v týmu San Cristóbal de los Ángeles, ale zakrátko přestoupil do madridského Atlética. Hned v první sezoně mezi žáky, jako třináctiletý hráč ukázal, že má talent. Nastřílel 65 branek. Zásadní změna v jeho kariéře nastala, když se prezident Atlética Jesús Gil rozhodl zrušit juniorské týmy, aby ušetřil peníze. Nezbylo nic jiného, než přejít do céčka konkurenčního Realu Madrid. Tam ale v prvních sedmi zápasech dal třináct gólů a trenér A-týmu Jorge Valdano se ho rozhodl obsadit v Primera Division, tak v říjnu 1994 se stal nejmladším hráčem, který kdy v lize oblékl dres Realu. Předstihl tak legendárního Emília Butragueňa a Real získal dalšího kvalitního fotbalistu.
Do konce sezony 1994/95 nastřílel v osmadvaceti zápasech devět branek a získal s Realem prvenství v lize. O dva roky Real získal titul znovu, tentokrát již s ním samotným jako jednou z hlavních hvězd týmu – dal 21 branek.
V sezóně 1997/98 dokázal Real po dlouhých dvaatřiceti letech zvítězit v Lize mistrů. On sám to popisuje jako jeden z nejšťastnějších okamžiků ve svém životě. Na domácí půdě se ale Realu příliš nedařilo, skončil až čtvrtý.
V ročníku 1998/99 nastřílel 25 branek a stal se nejlepším střelcem ligy. Ani to však nestačilo a Real skončil druhý za rivalem z Barcelony.
Ročník 1999/00 se mu vydařil, v lize skóroval sedmnáctkrát a dalších devět branek přidal v Lize mistrů, kterou Real opět vyhrál. Navíc se mu podařilo dát 11 gólů v kvalifikaci na EURO. Zdálo se, že získá Zlatý míč, ale vše pokazil jediný okamžik. Ve čtvrtfinále mistrovství Evropy prohrávalo Španělsko o gól s Francií a Raúl těsně před koncem hrací doby po faulu kopal pokutový kop. Jeho střela ale těsně minula levý horní roh Barthezovy branky. Španělsko bylo vyřazeno.
V sezóně 2000/01 se stal s 24 góly podruhé nejlepším střelcem ligy a dovedl Real k dalšímu titulu.
Ročník 2001/02 Real slavil sté výročí od založení a netajil se tím, že by rád získal tři trofeje. V lize ani v poháru to nevyšlo a tak se funkcionáři radovali alespoň z třetího vítězství v Lize mistrů za pět let. Mistrovství světa 2002 Španělům nevyšlo a skončili po prohře s Jihokorejci.
Ročník 2002/03 mu přinesl již čtvrtý španělský mistrovský titul v jeho 26 letech. Přes všechny úspěchy vystupuje jako velmi skromný a příjemný muž, což jeho popularitu mezi Španěly ještě zvyšuje. Po odchodu reprezentačního kapitána Hierra to bude nejspíš on, kdo převezme kapitánskou pásku.
Soutěžní ročník 2003/04 nebyl nejvydařenější, nastřílel jen dvanáct branek. Ani Realu tato sezóna se moc nevyvedla, v lize „Galacticos“ skončili až na třetím místě, v Lize Mistrů už ve čtvrtfinále.
Ani ročník 2004/05 nebyl o nic lepší. Náhradník Owen vstřelil více branek než on jako kapitán Realu. Ovšem Owen měl nejlepší průměr na góly, na rozdíl od jiných útočníku merengues (pusinek). Vše se obrátilo k lepšímu, když do týmu přišel nizozemský kanonýr Ruud van Nistelrooy, se kterým si velmi dobře na hřišti rozuměl a spolu vytvořili velice obávané útočné duo. 28. října 2005 dal v zápase s Olympiakosem Pireus svůj padesátý gól v Champions League a jako první hráč tak překonal hranici 50 gólů v této soutěži. Celkem vstřelil v Lize mistrů 71 branek.
Po sezóně 2007/08, kdy dokázal s Realem Madrid obhájit domácí titul a sám ukončil sezónu jako druhý nejlepší střelec Primera division s 18 góly, přišlo i zklamání. Trenér Španělska Luis Aragonés ho, i přes mohutné protesty fanoušků a odborníků, nevzal na Mistrovství Evropy do Rakouska a Švýcarska.

## Osobní život
Je ženatý, se svou manželkou Mamen má pět dětí.

## Úspěchy

### Klubové
- 6× vítěz Primera División (1994/95, 1996/97, 2000/01, 2002/03, 2006/07, 2007/08)
- 3× vítěz španělského Superpoháru (1997, 2001, 2003)
- 3× vítěz Ligy mistrů UEFA (1997/98, 1999/00, 2001/02)
- 1× vítěz evropského superpoháru (2002)
- 2× vítěz Interkontinentálního poháru (1998, 2002)
- 1× vítěz německého poháru (2010/11)
- 1× vítěz německého Superpoháru (2011)

### Individuální
- 3× nejlepší útočník podle UEFA (1999, 2000, 2002)
- 2× nejlepší střelec španělské ligy (1999, 2001)
- 2× nejlepší střelec Ligy mistrů (2000, 2001)
- 2× Bronzová kopačka (1999, 2001)
- 1× FIFA World Player (3. místo): 2001
- španělský sportovec roku (2007)